# Elisha Reynolds Potter
Elisha Reynolds Potter (* 5. November 1764 in Kingston, Colony of Rhode Island and Providence Plantations; † 26. September 1835 in South Kingston, Rhode Island) war ein US-amerikanischer Politiker. Zwischen 1796 und 1797 sowie von 1809 bis 1815 vertrat er den Bundesstaat Rhode Island im US-Repräsentantenhaus.

## Werdegang
Elisha Potter erlernte das Schmiedehandwerk und war zusätzlich noch in der Landwirtschaft tätig. Er nahm als einfacher Soldat am Unabhängigkeitskrieg teil. Danach besuchte er die Plainfield Academy. Nach einem Jurastudium wurde er um das Jahr 1789 als Rechtsanwalt zugelassen. Daraufhin begann er in seinem Geburtsort Kingston in seinem neuen Beruf zu arbeiten.
Politisch war er Mitglied der von Alexander Hamilton gegründeten Föderalistischen Partei. Zwischen 1793 und 1796 saß er als Abgeordneter im Repräsentantenhaus von Rhode Island, wobei er in den letzten beiden Jahren dessen Präsident war. Nach dem Rücktritt des Kongressabgeordneten Benjamin Bourne wurde Potter in einer Nachwahl gegen Peleg Arnold zu dessen Nachfolger im US-Repräsentantenhaus gewählt. Dieses Mandat trat er am 15. November 1796 an und übte es bis 1797 aus. Dann trat er ebenfalls zurück.
Zwischen 1798 und 1808 war er erneut Mitglied im Repräsentantenhaus seines Staates, wobei er zeitweise wieder als dessen Präsident amtierte. Im Jahr 1808 wurde er für den zweiten Abgeordnetensitz von Rhode Island, der staatsweit ermittelt wurde, erneut in den Kongress gewählt, wo er am 4. März 1809 Isaac Wilbour von den Democratic Republicans ablöste. Nach zwei Wiederwahlen konnte er dieses Mandat bis zum 3. März 1815 ausüben. In diese Zeit fiel der Britisch-Amerikanische Krieg von 1812.
Nach dem Ende seiner Zeit im Kongress wurde Elisha Potter erneut Abgeordneter im Staatsrepräsentantenhaus. Dieses Mandat hatte er zwischen 1816 und 1835, mit Ausnahme im Jahr 1818, inne. In diesem Jahr 1818 kandidierte er erfolglos gegen Amtsinhaber Nehemiah R. Knight für den Posten des Gouverneurs von Rhode Island. Elisha Potter starb 1835 und wurde auf dem Familienanwesen im Washington County beigesetzt. Sein gleichnamiger Sohn Elisha (1811–1882) wurde ebenfalls ein bekannter Politiker in Rhode Island, der sowohl Mitglied des Repräsentantenhauses als auch des Senats von Rhode Island war. Zwischen 1843 und 1845 war er ebenfalls Kongressabgeordneter in der Bundeshauptstadt Washington.